# 4:13 Dream
Albums de The Cure
The Cure
(2004) Bestival Live 2011
(2011)
Singles
1. The Only One
Sortie : 13 mai 2008[8]
2. Freakshow
Sortie : 13 juin 2008[9]
3. Sleep When I'm Dead
Sortie : 13 juillet 2008[10]
4. The Perfect Boy
Sortie : 13 août 2008[11]

4:13 Dream est le treizième album studio du groupe The Cure sorti le 28 octobre 2008.

## Contexte et production
Depuis 2005 et le départ du claviériste Roger O'Donnell et du guitariste Perry Bamonte, écartés du groupe par Robert Smith, puis le retour dans la foulée de Porl Thompson à la guitare, The Cure est un quatuor composé de Robert Smith, Porl Thompson, Simon Gallup et Jason Cooper. C'est cette formation qui entre en studio pour l'enregistrement du treizième album du groupe.
Avec 33 chansons enregistrées, 4:13 Dream aurait dû être un double album. S'il est sorti au format simple, c'est en raison d'une mésentente avec Geffen Records au sujet de royalties, le label ne voulant reverser que les ventes équivalant à un album simple, comme l'a expliqué Robert Smith à un journaliste de The Guardian.
Une sortie de deux albums distincts est planifiée en respectant un délai d'au moins six mois et un jour comme le stipule le contrat liant le groupe au label. Mais seul le premier est bel et bien commercialisé. Le second, annoncé comme plus sombre, n'est jamais sorti.
Plusieurs chansons de l'album sont jouées sur scène avant sa sortie sous un titre différent. C'est le cas de The Only One connu tout d'abord sous le titre de Please Project, Freakshow s'intitulait Don't Say Anything, et It's Over était Baby Rag Dog Book.
Quatre singles précèdent l'album au rythme d'un par mois à partir de mai 2008, The Only One, Freakshow, Sleep When I'm Dead et The Perfect Boy, ainsi qu'un EP de remixes des singles précités intitulé Hypnagogic States. 
En 2014, malgré l'annonce sur le site officiel du groupe de la publication d'un double CD intitulé 4:26 Dream qui serait l'album 4:13 Dream dans sa forme double initialement prévue avec un nouveau mixage, et d'un autre disque titré 4:14 Scream regroupant des chansons inédites issues des mêmes sessions d'enregistrement, rien n'est sorti.
En 2024, après la sortie du 14e album studio, Songs of a Lost World, Robert Smith révèle à Annie Mac et Nick Grimshaw pour l'émission Sidetracked sur la BBC qu'il n'a jamais été satisfait de 4:13 Dream:

« J'ai essayé de faire un double album en 2008 et c'était très bizarre. Il y a beaucoup de choses dedans, des trucs instrumentaux. J'ai été forcé de tout réduire en un seul disque. C'est trop long et ça ne fonctionnait pas Je n'en ai jamais été satisfait »

« Il y a 13 chansons tirées de ces sessions qui ne sont jamais sorties. C'était un double album et toute l'idée de 4:13 Dream était comme un rêve fiévreux. Finalement, ce n'était pas le cas. Ce n'était pas du tout ce que je voulais.
J'en ai tiré une leçon, et c'est peut-être pour ça que nous n'avons pas sorti d'album pendant si longtemps [après cela]. Je détestais l'idée de devoir livrer [un album] à une deadline donnée. C'est de ma faute. J'aurais dû ignorer tout le monde. J'étais tellement écœuré par ce processus, et cela m'a vraiment beaucoup bouleversé »

— Robert Smith

## Liste des titres
Toutes les paroles sont écrites par Robert Smith, toute la musique est composée par Jason Cooper, Simon Gallup, Robert Smith et Porl Thompson.
| 1.    | Underneath the Stars         | 6:17 |
| 2.    | The Only One                 | 3:57 |
| 3.    | The Reasons Why              | 4:35 |
| 4.    | Freakshow                    | 2:30 |
| 5.    | Sirensong                    | 2:22 |
| 6.    | The Real Snow White          | 4:43 |
| 7.    | The Hungry Ghost             | 4:29 |
| 8.    | Switch                       | 3:44 |
| 9.    | The Perfect Boy              | 3:21 |
| 10.   | This. Here and Now. With You | 4:06 |
| 11.   | Sleep When I'm Dead          | 3:51 |
| 12.   | The Scream                   | 4:37 |
| 13.   | It's Over                    | 4:16 |
| 52:28 |                              |      |

### Chansons rejetées
Robert Smith a cité plusieurs chansons qui n'ont finalement pas été retenues pour l'album :
- Lusting Here in Your Mind
- Please Come Home
- Christmas Without You

## Musiciens
- Robert Smith : chant, guitare, basse 6 cordes, claviers
- Porl Thompson : guitare
- Simon Gallup : basse 4 cordes
- Jason Cooper : batterie, percussions

Musiciens additionnels
- Smud : percussions
- Catsfield Sub Rhythm Trio : claquements de mains

## Classements hebdomadaires
| Classement (2008)                   | Meilleure place |
| ----------------------------------- | --------------- |
| Allemagne (Media Control AG)        | 21              |
| Australie (ARIA)                    | 30              |
| Autriche (Ö3 Austria Top 40)        | 28              |
| Belgique (Flandre Ultratop)         | 23              |
| Belgique (Wallonie Ultratop)        | 10              |
| Danemark (Tracklisten)              | 19              |
| Écosse (OCC)                        | 52              |
| Espagne (Promusicae)                | 13              |
| États-Unis (Billboard 200)          | 16              |
| États-Unis (Top Alternative Albums) | 4               |
| États-Unis (Top Rock Albums)        | 6               |
| France (SNEP)                       | 8               |
| Irlande (IRMA)                      | 46              |
| Italie (FIMI)                       | 8               |
| Norvège (VG-lista)                  | 17              |
| Nouvelle-Zélande (RIANZ)            | 32              |
| Pays-Bas (Mega Album Top 100)       | 38              |
| Pologne (ZPAV)                      | 9               |
| Royaume-Uni (UK Albums Chart)       | 33              |
| Suède (Sverigetopplistan)           | 36              |
| Suisse (Schweizer Hitparade)        | 15              |

## Certification
| Pays           | Certifications | Date       | Unités certifiées |
| -------------- | -------------- | ---------- | ----------------- |
| Pologne (ZPAV) | Or             | 19/11/2008 | 10 000            |